# Sant Pere de Mussarra
Sant Pere de Mussarra és una església romànica del poble de Monistrol de Calders, a la comarca del Moianès.
Està situada en el mas Mussarra, al sud-oest del poble, a l'extrem del terme municipal, llindant amb Talamanca. Es tracta d'una antiga parròquia altmedieval que atenia els serveis religiosos d'un rodal de masies situades a l'altiplà de Mussarra. D'aquelles masies, actualment només queden dempeus la principal, Mussarra, i la del Bosc, de vegades denominada el Bosc de Mussarra per la seva adscripció a aquesta unitat territorial.
Aquesta església està documentada des del 1026, i al llarg de la història apareix diverses vegades més, sempre en delimitacions territorials. A partir del segle xvii apareix en diverses visites pastorals, on es pot anar seguint el seu deteriorament; en un parell de visites pastorals es recorda al propietari de Mussarra que té l'obligació de mantenir la capella neta, i no pot fer-hi entrar animals o utilitzar-la com a magatzem.
Es tracta d'una església romànica d'una nau, que havia tingut absis semicircular a llevant (se'n conserven algunes traces). Del temple romànic es conserven els murs meridional, septentrional i de ponent, però la volta de punt rodó desaparegué. Consta documentat en visites pastorals que al segle xviii el temple sencer servia de pallissa i de cleda per als animals. Al segle xix ja no s'hi celebrava culte, i era utilitzada com un corral més del mas.
Els anys 2008 i 2009 ha estat objecte d'una restauració integral per l'actual possessor del Mas Mussarra, i s'hi ha restablert el culte.